# August Bier
August Karl Gustav Bier (Bad Arolsen, 24 de novembro de 1861 – Sauen, 12 de março de 1949) foi um cirurgião alemão. Foi o primeiro a fazer anestesia espinhal e anestesia regional intravenosa. Após ser professor na Universidade de Greifswald e na Universidade de Bonn, Bier tornou-se Professor Geheimrat de Cirurgia e Cirurgião Chefe da Charité em Berlim.

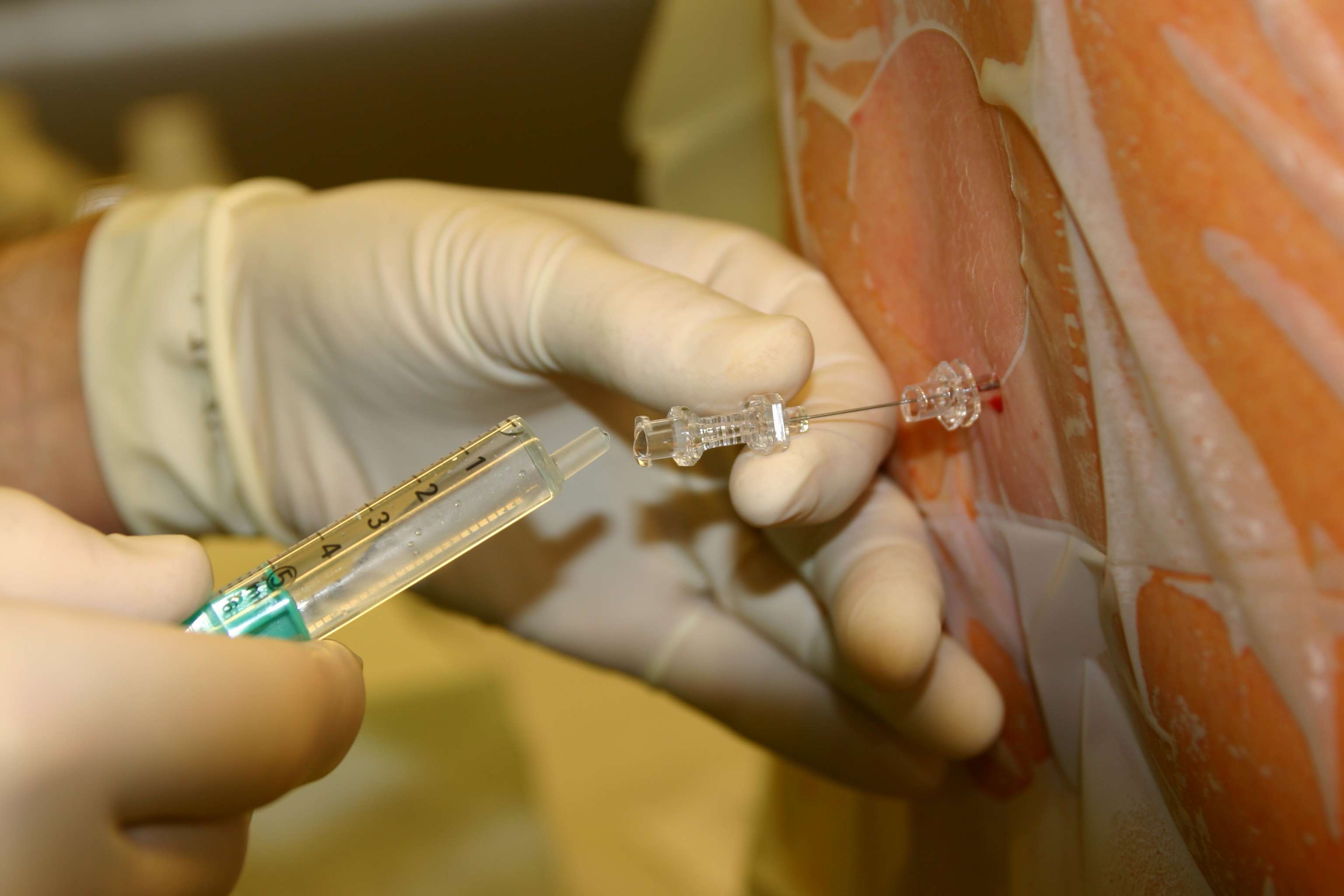
Líquido cefalorraquidiano fluindo através de uma agulha espinal durante anestesia espinhal